# Expo '93
Expo '93, of voluit Taejon Expo '93, was een drie maanden durende wereldtentoonstelling, gehouden in de Zuid-Koreaanse stad Daejeon (destijds nog gespeld als "Taejŏn"). De tentoonstelling vond plaats van 7 augustus tot en met 7 november 1993.

## Thema
Het thema van de tentoonstelling was "de uitdaging van een nieuwe weg van ontwikkeling", met enkele subthema’s over duurzame ontwikkeling. De tentoonstelling werd officieel door de BIE goedgekeurde gespecialiseerde tentoonstelling, en diende als viering voor het feit dat 100 jaar eerder, op de World's Columbian Exposition van 1893, Korea voor het eerst vertegenwoordigd was op een wereldtentoonstelling.

## Locatie
Expo '93 was de eerste wereldtentoonstelling die plaatsvond in een ontwikkelingsland.
Het terrein van de tentoonstelling bestond uit drie grote gebieden: de internationale zone, de samenwerkingszone, en de attractieparkzone.
De paviljoens voor de internationale zone waren grotendeels al vooraf gemaakt, en werden enkel gedurende de expositie op het terrein gezet. Ze werden verhuurd aan de deelnemende landen. Er waren 108 landen vertegenwoordigd op de Taejon Expo '93, waarmee het een van de grootste wereldtentoonstellingen ooit was.
De samenwerkingszone bevatte onder andere Koreaanse architectuur. De meeste paviljoens in deze zone waren wel gemaakt om ook na de tentoonstelling te blijven staan. Enkele van de bekendste paviljoens in deze zone waren "Starquest" van Samsung, en het driedimensionale IMAX presentatiepaviljoen van Daewoo.
Het attractiepark, wat de naam "Kumdori-land" droeg, bevatte enkele van de nieuwste achtbanen, en traditionele attracties. Het park was vernoemd naar de mascotte van de tentoonstelling, "Kumdori".
Centraal op het terrein stond de 93 meter hoge "Hanbit-tap" – of “Toren van het Grote Licht” . Deze was gemodelleerd naar een traditioneel Koreaans observatorium.
De locatie van de tentoonstelling staat tegenwoordig bekend als "Expo Park", en is tegen betaling nog steeds te bezoeken.

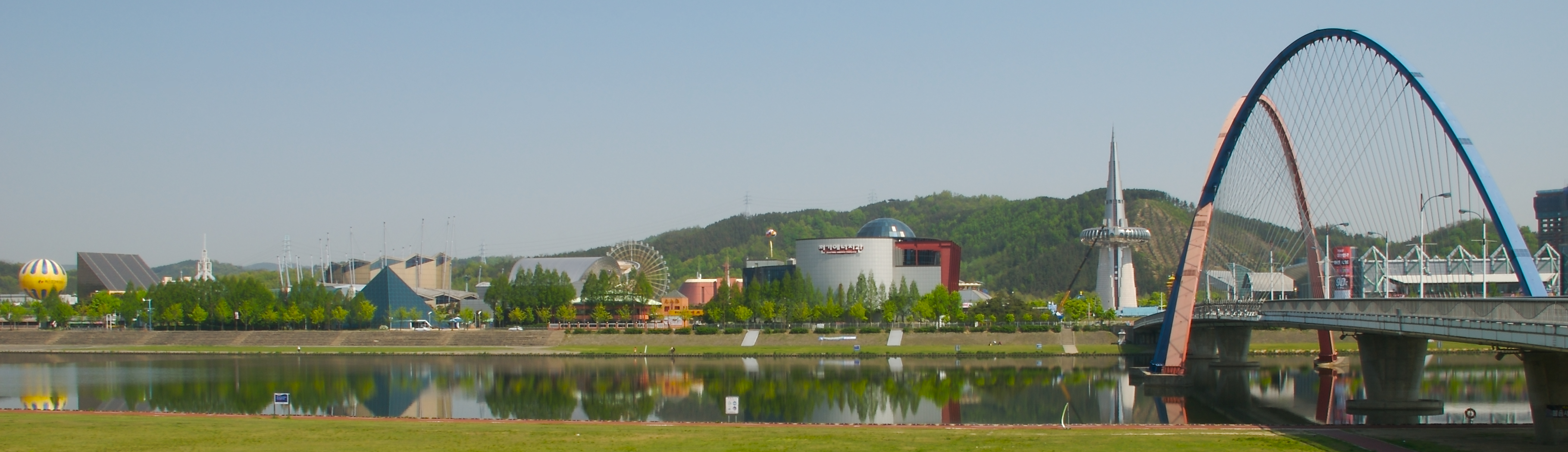
Overzicht van het Expo Park in Daejeon.